# Maksim Sjarhejeu
Maksim Wjatschaslawawitsch Sjarhejeu (belarussisch Максім Вячаслававіч Сяргееў, wiss. Transliteration Maksim Vjačaslavavič Sjarheeŭ; * 15. Juli 1991 in Wizebsk) ist ein ehemaliger belarussischer Shorttracker.

## Werdegang
Sjarhejeu trat international erstmals bei den Europameisterschaften 2010 in Dresden in Erscheinung, wobei er den 32. Platz im Mehrkampf und den achten Platz mit der Staffel errang. In folgenden Jahren kam er bei den Juniorenweltmeisterschaften 2011 in Courmayeur auf den 59. Platz im Mehrkampf und bei den Weltmeisterschaften 2012 in Shanghai auf den 41. Rang im Mehrkampf. In der Saison 2012/13 lief er bei den Europameisterschaften 2013 in Malmö auf den 18. Platz im Mehrkampf sowie auf den 11. Rang im Mehrkampf und bei den Weltmeisterschaften 2013 in Budapest auf den 43. Platz im Mehrkampf. In der Saison 2013/14 errang er bei den Europameisterschaften 2014 in Dresden den 28. Platz im Mehrkampf und bei den Olympischen Winterspielen 2014 in Sotschi den 28. Platz über 1500 m. In den folgenden Jahren nahm er an fünf Europameisterschaften (2015 in Dordrecht, 2016 in Sotschi, 2017 in Turin, 2018 in Dresden und 2019 in Dordrecht) teil. Seine besten Platzierungen dabei waren im Jahr 2018 der 12. Platz im Mehrkampf und im Jahr 2017 der fünfte Rang mit der Staffel. Außerdem startete er bei den Weltmeisterschaften 2015 in Moskau, bei den Weltmeisterschaften 2017 in Rotterdam und bei den Weltmeisterschaften 2018 in Montreal. Sein bestes Resultat dabei war der 18. Platz über 1500 m im Jahr 2017. Im Dezember 2015 erreichte er in Shanghai mit dem 15. Platz je über 1000 m und 1500 m seine beste Platzierung im Weltcupeinzel. Bei den Olympischen Winterspielen 2018 in Pyeongchang errang er erneut den 28. Platz über 1500 m. Seinen letzten Weltcup absolvierte er im Februar 2019 in Turin, welchen er auf dem 49. Platz über 1000 m beendete.

## Erfolge

### Olympische Spiele
- 2014 Sotschi: 28. Platz 1500 m
- 2018 Pyeongchang: 28. Platz 1500 m

### Shorttrack-Weltmeisterschaften
- 2012 Shanghai: 36. Platz 500 m, 38. Platz 1500 m, 41. Platz 1000 m, 41. Platz Mehrkampf
- 2013 Budapest: 34. Platz 1500 m, 35. Platz 1000 m, 43. Platz Mehrkampf
- 2015 Moskau: 30. Platz 1000 m, 37. Platz Mehrkampf, 38. Platz 500 m, 38. Platz 1500 m
- 2017 Rotterdam: 18. Platz 1500 m, 28. Platz Mehrkampf, 31. Platz 1000 m, 41. Platz 500 m
- 2018 Montreal: 24. Platz 1000 m, 25. Platz Mehrkampf, 28. Platz 1500 m, 31. Platz 500 m

### Europameisterschaften
- 2010 Dresden: 8. Platz Staffel, 32. Platz Mehrkampf
- 2013 Malmö: 11. Platz Staffel, 18. Platz Mehrkampf
- 2014 Dresden: 28. Platz Mehrkampf
- 2015 Dordrecht: 28. Platz Mehrkampf
- 2016 Sotschi: 9. Platz Staffel, 18. Platz Mehrkampf
- 2017 Turin: 5. Platz Staffel, 26. Platz Mehrkampf
- 2018 Dresden: 12. Platz Mehrkampf
- 2019 Dordrecht: 9. Platz Staffel, 18. Platz Mehrkampf

## Persönliche Bestleistungen
| Disziplin | Zeit         | Datum            | Ort       |
| --------- | ------------ | ---------------- | --------- |
| 500 m     | 42,122 s     | 17. März 2018    | Montreal  |
| 1000 m    | 1:25,398 min | 6. Oktober 2017  | Dordrecht |
| 1500 m    | 2:17,630 min | 7. Dezember 2018 | Almaty    |
| 3000 m    | 5:12,121 min | 14. Oktober 2012 | Minsk     |